# Alexander Laesicke

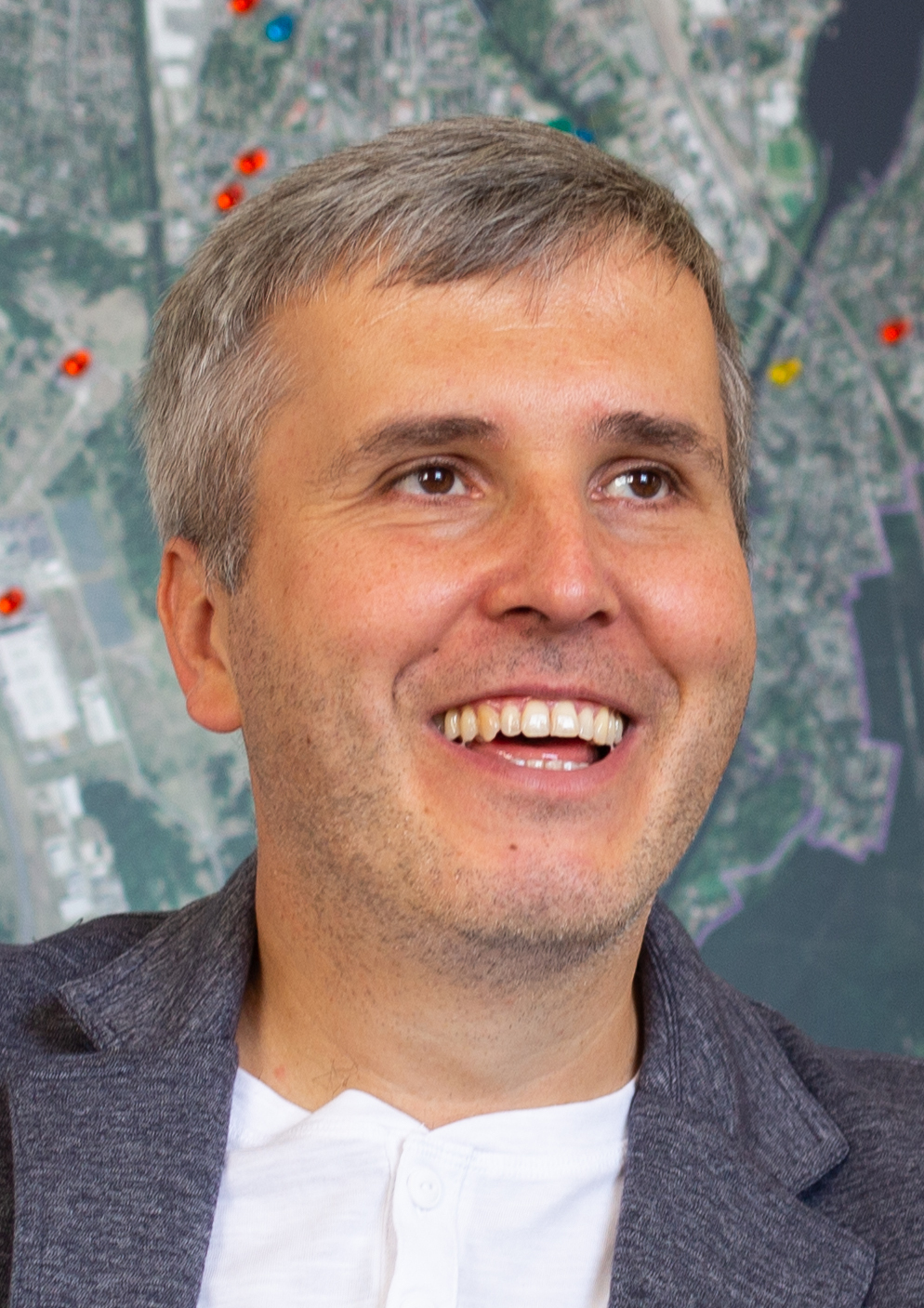
Alexander Laesicke, 2020

Alexander Laesicke (* 6. Juli 1979 in Berlin) ist ein deutscher Politiker (parteilos). Seit 2018 ist er hauptamtlicher Bürgermeister von Oranienburg.

## Familie, Ausbildung und Beruf
Alexander Laesicke wurde in Berlin geboren und wuchs in Oranienburg auf. Er legte am Runge-Gymnasium Oranienburg das Abitur ab. An der Freien Universität Berlin studierte er Volkswirtschaftslehre und erlangte den akademischen Grad eines Diplom-Volkswirts. Nach seinem Studium arbeitete er zunächst als Steuerassistent und ab 2011 als Assistent der Geschäftsführung eines mittelständischen Konzerns sowie als Wirtschaftsberater für landwirtschaftliche Unternehmen. 2013 wechselte er zur Deutschen Bahn AG und arbeitete bis 2018 als kaufmännischer Referent für verschiedene Gesellschaften im Deutsche-Bahn-Konzern.
Laesicke ist evangelisch, verheiratet und hat zwei Töchter. Er ist der Sohn von Hans-Joachim Laesicke, der von 1993 bis 2018 ebenfalls Bürgermeister von Oranienburg war.
Während seines Studiums unternahm er verschiedene Radreisen, unter anderem 2004 von Oranienburg nach Jerusalem und 2005 um die Ostsee über Lappland und St. Petersburg. Mit seiner Jerusalem-Reise verband er ein Projekt, in dem er einen von Häftlingen des KZ Sachsenhausen gefertigten Klinkerstein zur Holocaust-Gedenkstätte Yad Vashem nach Jerusalem brachte. Darüber schrieb er ein Reisetagebuch, das 2007 veröffentlicht wurde.

## Politische Tätigkeit
1995 trat Laesicke den Jusos, der Jugendorganisation der Sozialdemokratischen Partei Deutschlands (SPD) bei. Kurz darauf wurde er Vorsitzender der Jusos Oranienburg. Zwei Jahre später trat er der SPD bei und wurde in den Vorstand des SPD-Ortsvereins Oranienburg gewählt. Gleichzeitig engagierte sich Laesicke im örtlichen Forum gegen Rassismus. 1998 wurde er in die Stadtverordnetenversammlung von Oranienburg gewählt; dort war er Mitglied des Sozialausschusses.
Nach seinem Studium wurde Laesicke 2008 erneut in die Stadtverordnetenversammlung gewählt und war Mitglied des Bau- und Werksausschusses. 2010 trat er aus der SPD aus. Von 2012 bis 2015 war Laesicke Mitglied der Partei Bündnis 90/Die Grünen.
2017 entschied Laesicke als parteiloser Kandidat die Bürgermeisterwahl in Oranienburg gegen sieben Gegenkandidaten in einer Stichwahl für sich. Am 8. Januar 2018 übernahm er von seinem Vater Hans-Joachim Laesicke das Amt des hauptamtlichen Bürgermeisters von Oranienburg.

## Veröffentlichung
- Alexander Laesicke: Mein Weg nach Jerusalem. Mit dem Fahrrad nach Yad Vashem. Kinzel, Dessau, Göppingen 2007, ISBN 978-3-937367-02-6.